# Corydoras paleatus
O Corydoras paleatus é encontrado em rios do Sul do Brasil, do Paraguai e Uruguai. Possui até 7,5 cm de comprimento, com quatro pares de barbilhões abaixo da boca, dorso verde-escuro, ventre amarelo, sendo a fêmea maior do que o macho. Também conhecido pelo nome de paleatus.